# Сан Каталдо (Фрозиноне)
Сан Каталдо је насеље у Италији у округу Фрозиноне, региону Лацио.
Према процени из 2011. у насељу је живело 238 становника. Насеље се налази на надморској висини од 85 м.